# Alexandr Fjodorovič Kerenskij
Alexandr Fjodorovič Kerenskij (rusky Алекса́ндр Фёдорович Ке́ренский [aľjexandr f’jodaravič’ k’jeŕjenskij] (22. dubnajul./ 4. května 1881greg. Simbirsk, dnešní Uljanovsk – 11. června 1970 New York) byl ruský socialistický politik, právník, druhý předseda ruské prozatímní vlády v roce 1917. Po vítězství bolševiků odešel do exilu, do Francie a pak USA.

## Dětství a mladá léta
Kerenskij se narodil do rodiny ředitele gymnázia. Shodou okolností ze Simbirska pocházel i Vladimir Iljič Lenin, kterého Kerenského otec krátce učil a rodiny se znaly.
V letech 1899 až 1904 studoval historii, filologii a právo na univerzitě v Petrohradě. Toto studium mělo velký význam i pro formování politických postojů mladého Kerenského. Na právnické fakultě se vyučovala právní teorie a právní systém Francie. Kerenskij zde převzal ideu státu jako garanta demokracie proti uzurpátorům, jeho názory byly antiabsolutistické, silně zastával konsenzualismus v politice.

## Veřejná činnost do roku 1917

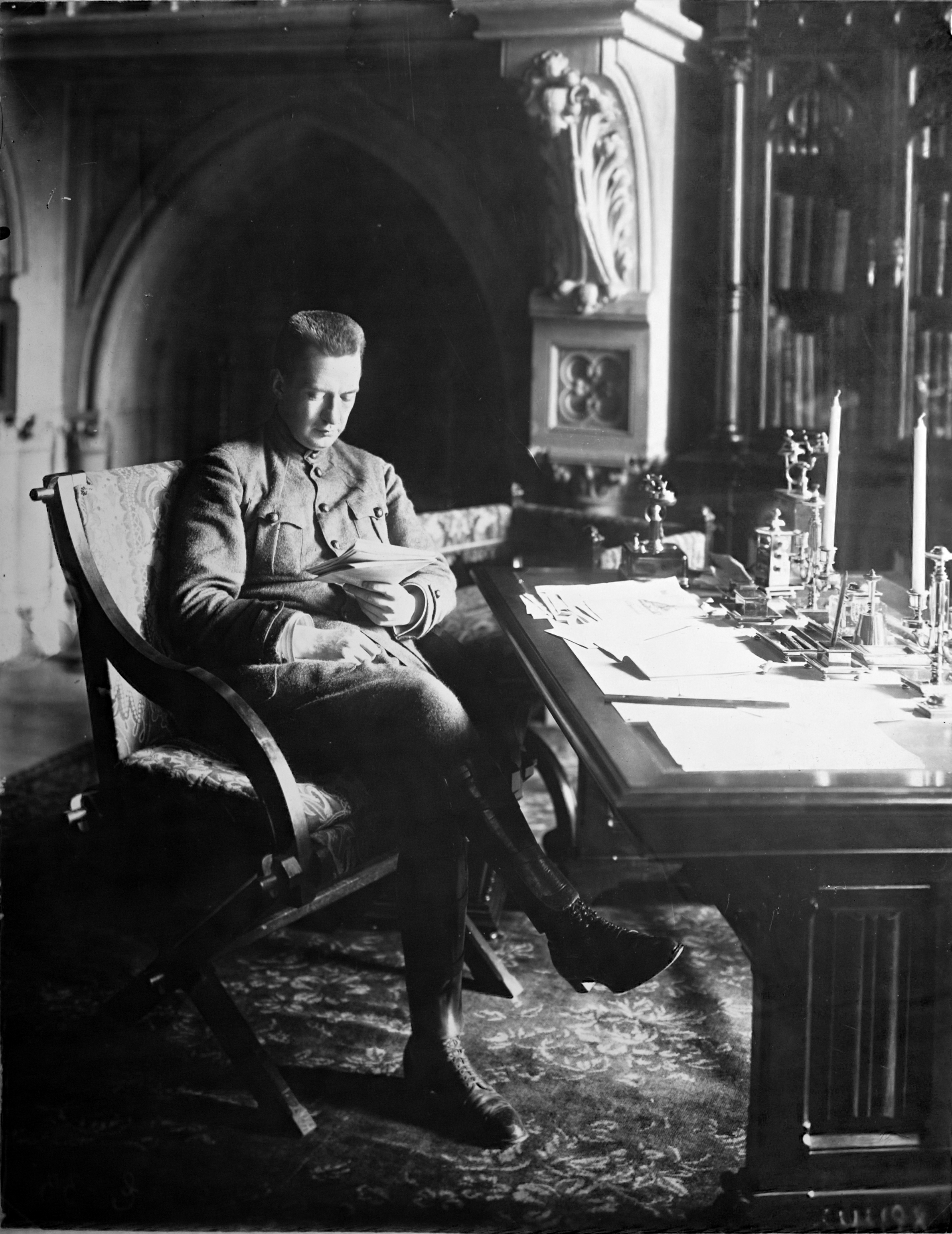
Alexandr Kerenskij v úřadě

Po dokončení studií a zavedení právnické praxe se brzy stal veřejně činnou a známou osobností. V roce 1905 podepsal petici 217 veřejných činitelů Petrohradu ministrovi vnitra na protest proti uvěznění deputace petrohradských intelektuálů, která navštívila předsedu vlády a ministra vnitra v předvečer Krvavé neděle 22. ledna 1905 a snažila se je odvrátit od chystané represe proti demonstrantům. Tímto činem na sebe upozornil carskou policii. Ta ho 23. prosince 1905 pro domnělou spolupráci s teroristickou skupinou Borise Savinkova zatkla, ale nic nedokázala. Přesto nadále zůstával pod dohledem.
Politicky se ztotožnil s esery (do strany vstoupil roku 1905), ale měl blízko i k radikálnějším, ne však marxistickým trudovikům. Ve své profesní kariéře se specializoval na politické procesy a obhajobu proticarských revolucionářů. Velký ohlas měla i jeho zpráva o masakru stávkujících horníků ve zlatých dolech na řece Leně (Ленский расстрел).
V roce 1912 vstoupil do zednářské lóže, přestoupil ke Skupině práce (trudovikům), byl zvolen poslancem za město Volsk a brzy patřil k jejich nejvýznamnějším představitelům. V dumě se soustředil na oblast spravedlnosti, patřil k předním socialistickým odpůrcům carského režimu. Politické poměry považoval za natolik bezperspektivní, že jediné východisko nacházel v politickém převratu a následném uchopení moci demokratickými silami. Během první světové války se proto jeho snahy zaměřily na spojení demokratických sil a posilování legálních demokratických tiskovin.

## Rok 1917

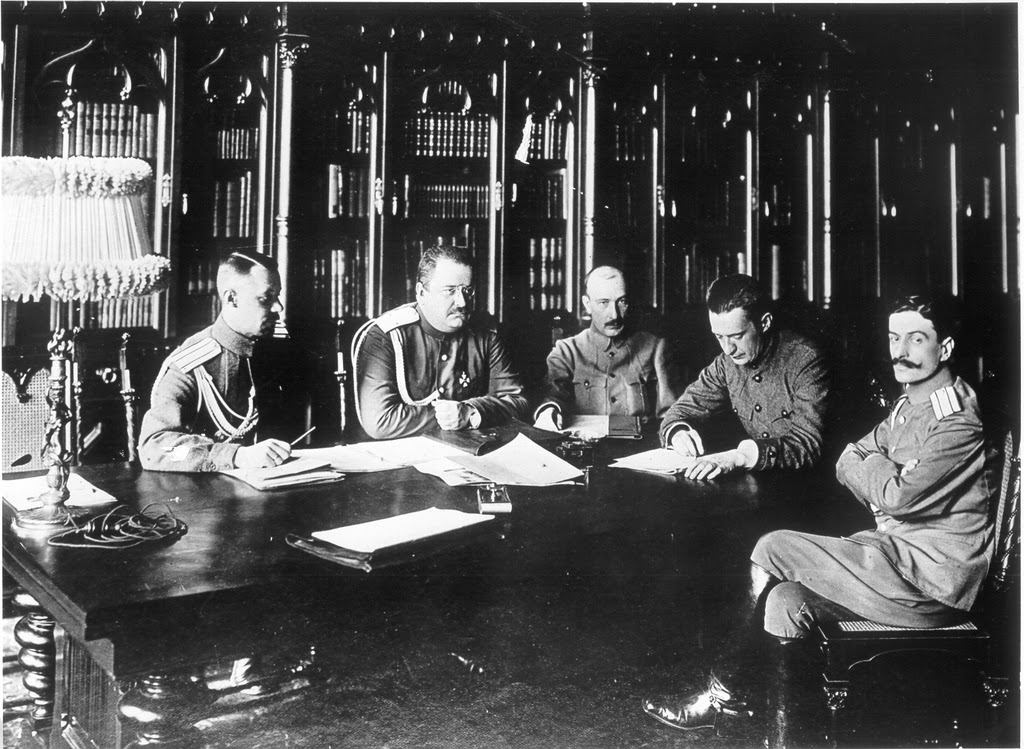
Kerenskij (druhý zprava) na zasedání ministerstva války

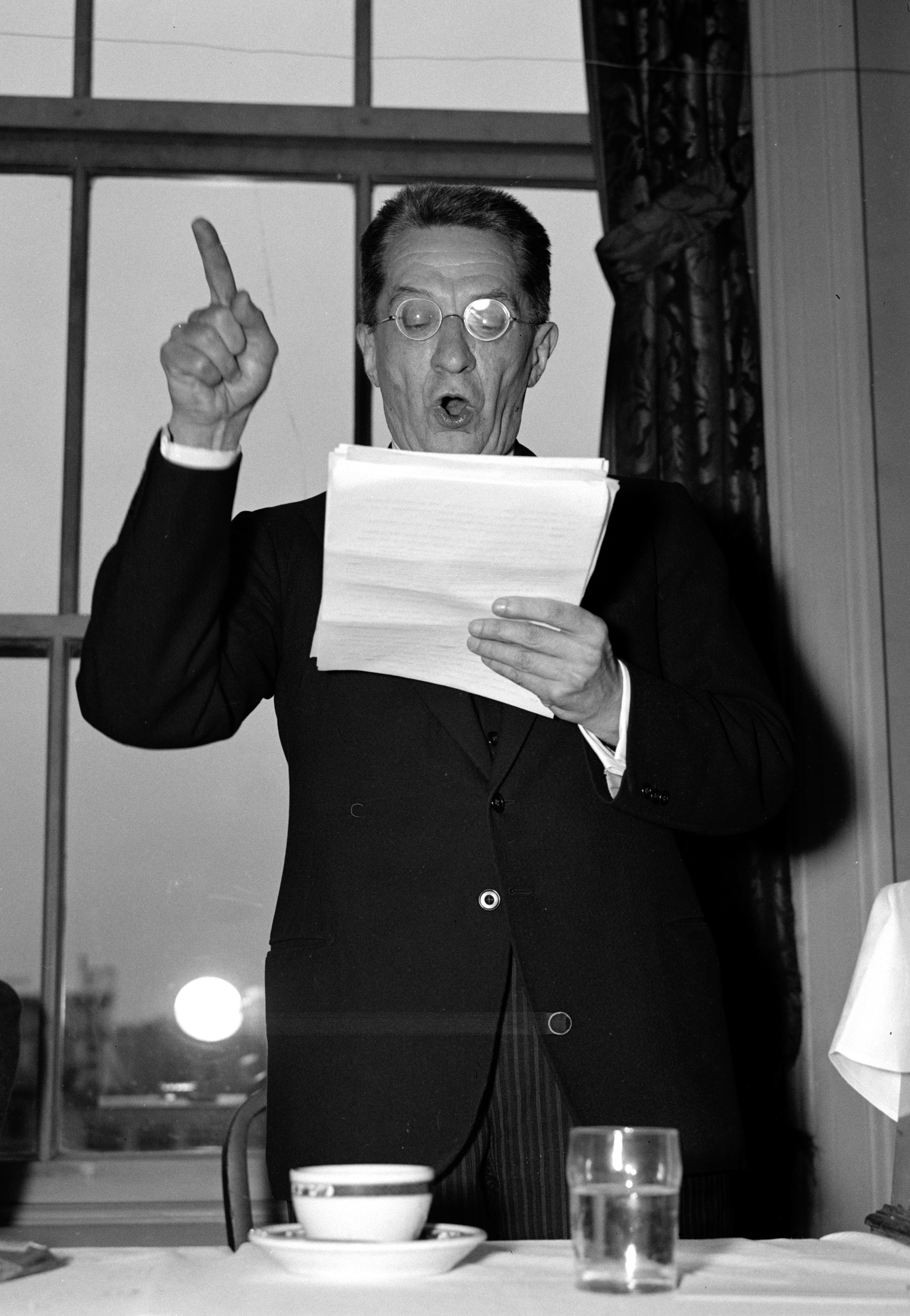
Kerenskij v National Press Clubu v roce 1938

Když vypukla únorová revoluce roku 1917, patřil Kerenskij k jejím vůdcům.
Po rozpuštění Státní dumy carem 25. února a pádu vlády 27. února 1917, byl sestaven dvanáctičlenný Prozatímní výbor Státní dumy, jehož se stal Kerenskij členem. V březnu na radu generálů (a proti vůli své ženy a rodiny) abdikoval car. Kerenskij byl v té době i místopředsedou Petrohradského sovětu dělnických zástupců, který v té době byl svým vlivem vlastně paralelním vládním orgánem. Později se stal i ministrem spravedlnosti v tzv. prozatímní vládě knížete Lvova. V dubnu 1917 se stal ministrem války a válečného námořnictva.
7. července 1917 odstoupila vláda Georgije Lvova a novou sestavil Kerenskij. Nejméně dva další členové byli také zednáři, což budilo podezření u tradicionalistů a politické pravice. Tehdy Kerenskij na návrh T. G. Masaryka povolil po Zborovské bitvě (2. července 1917) další rozšiřování Československých legií na Rusi. Vrchním velitelem ruské armády jmenoval Kerenskij energického generála Lavrentije Kornilova, který chtěl v srpnu 1917 obnovit pořádek v hlavním městě armádou. Byl patrně přesvědčen, že ho k tomu Kerenskij pověřil, ten to ovšem popíral, pochopil to jako pravicový puč a Kornilova dal zatknout. Jako reakce vzniklo v Petrohradě pětičlenné direktorium pro zažehnání krize, jehož byl Kerenskij členem. Ačkoli v Dumě převládal názor, že o ústavním uspořádání Ruska má rozhodnout až řádně zvolený parlament, 3. září vyhlásil Kerenskij Rusko jako demokratickou republiku a stal se předsedou nové prozatímní vlády.
V té době již došlo k obecnému rozkladu. Kerenskij uvažoval o ukončení války, zároveň se ale obával, že by ukončení potravinové pomoci ze západu dále vyhrotilo zásobovací situaci, a ovšem i ztráty území při mírovém jednání. Objížděl divize na frontě, ale i když byl vynikající řečník, jeho působení nemělo dlouhé trvání. Vojáci byli unavení, odmítali poslušnost a ruská armáda měla odhadem asi 2 miliony zběhů. Na vládu útočili nejen bolševici (ovládající Petrohradský sovět, který již nové vládě odmítl vyslovit svou podporu), ale i pravicové síly, jenže Kerenskij byl přesvědčen, že na levici nemá nepřátele, a v poslední chvíli nechal rozdat zbraně mezi dělníky.
Jelikož žádná z prozatímních vlád nebyla schopná vyřešit hlavní problém – ukončení války – získávali bolševici čím dál větší podporu především mezi vojáky a dělníky. Tato podpora ovšem nestačila k získání většiny hlasů v chystaných volbách do Ústavodárného shromáždění. Proto došlo 7. listopadu 1917 (podle Gregoriánského kalendáře) k novému převratu.
Kerenskému se podařilo uprchnout do Pskova, kde se snažil shromáždit loajální jednotky pro opětovné ovládnutí Petrohradu. Podařilo se jim sice znovudobýt Carské Selo, ale následujícího dne byly poraženy u Pulkova. Poté Kerenskij odešel do Anglie a následně do Francie.

## V exilu

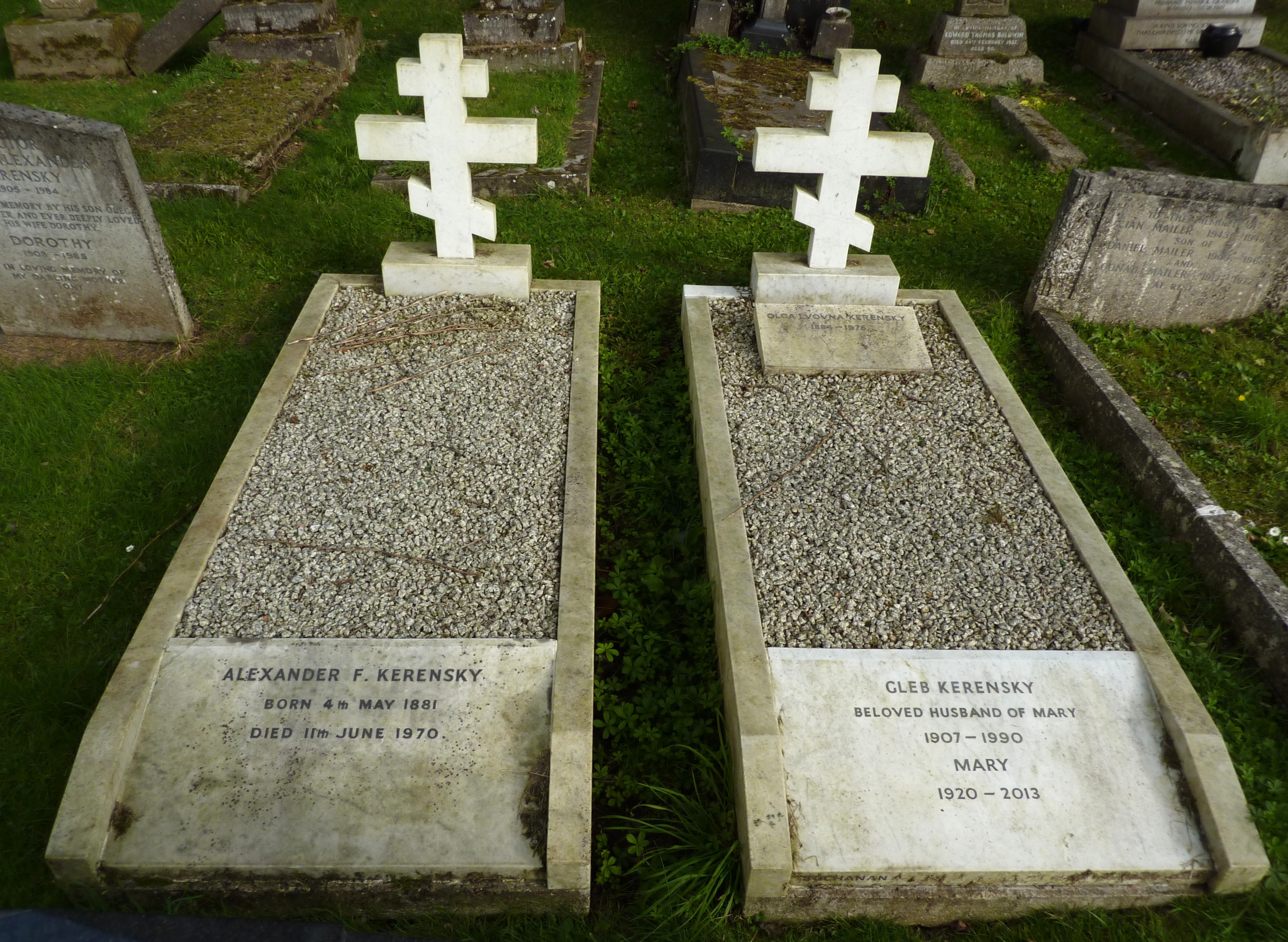
Hroby Alexandra Kerenského (vlevo) a jeho první manželky Olgy a jeho syna Gleba a Glebovy manželky Mary na hřbitově Putney Vale, Londýn, 2014

Kerenskij žil v Paříži do roku 1940 a aktivně působil mezi ruskými emigranty. Po německém útoku na Francii odešel do Spojených států amerických. Žil v New Yorku až do své smrti. Zároveň působil na Hooverově Institutu Stanfordovy univerzity v Kalifornii; psal a přednášel o ruské politice a historii. U konce života byl téměř slepý a své práce již jen diktoval. Jeho sekretářkou v NY byla Leokadija Maciunas, matka George Maciunase z hnutí Fluxus.

## Dílo (výběr)

### Vlastní publikace
- The Prelude to Bolshevism (Předehra k bolševismu, 1919)
- The Catastrophe (Katastrofa, 1927)
- The Crucifixion of Liberty (Ukřižování svobody, 1934)
- Russia and History's Turning Point (Rusko a bod dějinného obratu, 1966)